# Щит (геральдика)
1. французский (треугольный остроконечный)
2. французский
3. овальный
4. дамский
5. ромбический (косоугольный)
6. итальянский
7. швейцарский
8. английский
9. немецкий
10. польский
11. испанский

Геральди́ческий щит (гербовый щит) — условно изображённый стилизованный щит признанной в геральдической традиции формы, либо характерной конструкции (павеза), несущий на своей лицевой поверхности (в гербовом поле) определённый набор гербовых фигур. Является основой любого герба.

## Точки щита
Чтобы точно определить, в какой части щита расположена та или иная геральдическая фигура, следует различать следующие точки или области щита.
| - A — глава - B — правая сторона щита - C — левая сторона щита - D — оконечность - E — правый верхний угол - F — середина главы |  | - G — левый верхний угол - H — почётное место - I — центр (сердце) - J — середина щита (чрево, пуп) - K — правый нижний угол - L — левый нижний угол - M — середина основания |

## Формы геральдических щитов
Формы геральдических щитов внешне отличают одну национальную традицию гербоведения от другой.
В XII—XVI веках форма геральдических щитов повторяла форму боевых, реально существовавших, и менялась вместе с развитием оружия. Но со временем в геральдике произошёл отход от классических (правдоподобных) форм. Форма щита стала обуславливаться модой и личными эстетическими воззрениями. Широкие возможности для фантазии художников открыло появление bouche — круглого выреза с правой стороны щита, служившего опорой для копья. Расцвет витиеватости и вычурности приходится на период рококо.
Формы геральдических щитов получили условные названия по национальной принадлежности рыцарства, предпочитавшего определённую конфигурацию щитов. Самой распространённой формой рыцарского щита в эпоху зарождения геральдики была треугольная, которая наравне с формой «французский щит» стала одной из основных в геральдике. В русской геральдике самой употребительной также является французская форма щита.
| Щит | Форма                                                      | Традиционное название                     | Период наибольшего распространения | Пример | Пример               | Пропорции |
| --- | ---------------------------------------------------------- | ----------------------------------------- | ---------------------------------- | ------ | -------------------- | --------- |
|     | [ 6 ]                                                      | варяжский (норманский), раннеготский      | XIII—XIV                           |        | герб Словакии        |           |
|     | треугольный остроконечный                                  | варяжский (норманский), старофранцузский  | XIII—XIV                           |        | герб Норвегии        |           |
|     | четырёхугольный с заострённым основанием                   | французский                               | XVIII—XXI                          |        | герб России          |           |
|     | четырёхугольный с заострённым основанием и верхними углами | французский                               | XVIII—XX                           |        | герб Ватикана        |           |
|     | четырёхугольный с круглым основанием                       | испанский                                 | XIX—XX                             |        | герб Испании         |           |
|     | четырёхугольный с округлым основанием                      | испанский                                 | XIV—XV                             |        | герб Вильнюса        |           |
|     | фигурный                                                   | немецкий (германский), «тарч»             | XV—XVI                             |        | герб рода Девонширов |           |
|     | растянутая шкура                                           | немецкий (германский), «картуш», барочный | XVI—XVII                           |        | герб Эстонии         |           |
|     | растянутая шкура                                           | польский, барочный                        | XVII—XVIII                         |        | герб РСФСР           |           |
|     | фигурный                                                   | польский, барочный                        | XVI—XVIII                          |        |                      |           |
|     | треугольный с двумя опрокинутыми дугами во главе           | английский                                | XVIII—XX                           |        | герб Панамы          |           |
|     | четырёхугольный с острым основанием и верхними углами      | английский                                | XVIII—XX                           |        | герб Молдавии        |           |
|     | четырёхугольный с острым основанием                        | английский                                | XVIII—XX                           |        | герб Украины         |           |
|     | овальный                                                   | итальянский, дамский                      | XVI—XVIII                          |        | герб Эквадора        |           |
|     | ромбический (косоугольный)                                 | дамский                                   | XV—XVIII                           |        | герб принцессы Анны  |           |
|     | круглый                                                    | византийский (восточный)                  | XII—XVI                            |        | герб Кыргызстана     |           |
|     | пятиугольный                                               | гуситская павеза                          | XX                                 |        | герб ЧССР            |           |
|     | Vesica piscis                                              | африканский                               | XX—XXI                             |        | герб Уганды          |           |
|     | каплевидный (миндалевидный)                                | варяжский, русский, древнерусский         | XXI                                |        | герб Новой Земли     |           |
|     | фигурный                                                   | барочный «немецкий»                       | XX                                 |        | герб Бреста          |           |
|     | фигурный                                                   | французский, «московской формы»           | XX                                 |        | герб Отрадного       |           |

Между тем, «национальность» названий форм щита является лишь данью традиции. Согласно правилам геральдики, при описании герба (блазонировании) форма щита не называется.